# Дага (провинция)
Дага (дзонг-кэ དར་དཀར་, вайли dar-dkar) — одна из девяти исторических провинций Бутана.
Находилась в западно-центральной части Бутана. Столицей являлся город Дагана. Провинцией управлял Дага-пенлоп, но реальная власть принадлежала Паро-пенлопу.